# Lee County (Illinois)
Das Lee County ist ein County im US-amerikanischen Bundesstaat Illinois. Im Jahr 2010 hatte das County 36.031 Einwohner und eine Bevölkerungsdichte von 19,2 Einwohnern pro Quadratkilometer. Der Verwaltungssitz (County Seat) ist Dixon.

## Geografie
Das County liegt im Norden von Illinois und wird vom Rock River durchflossen. Es hat eine Fläche von 1889 Quadratkilometern, wovon zehn Quadratkilometer Wasserfläche sind. An das Lee County grenzen folgende Nachbarcountys:
|                  | Ogle County                                 |                |
| Whiteside County | Kompassrose, die auf Nachbargemeinden zeigt | DeKalb County  |
|                  | Bureau County                               | LaSalle County |

Durch das County führen die Interstate 39 und Interstate 88, mehrere Highways und Staatsstraßen.

## Geschichte

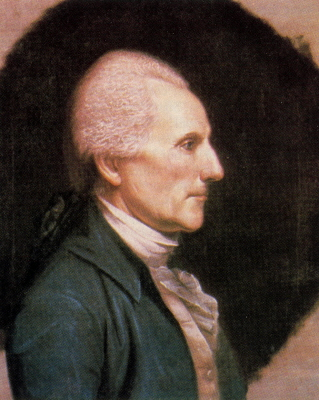
Richard Henry Lee

Das Lee County wurde am 27. Februar 1839 aus dem südlichen Teil des Ogle County und Teilen des Bond County und Clark County gebildet. Benannt wurde es nach Richard Henry Lee, einem US-amerikanischen Staatsmann und US-Senator von Virginia oder nach Henry Lee, einem Kavallerieoffizier des Amerikanischen Unabhängigkeitskrieges, Politiker, Gouverneur von Virginia und Autor.
1830 setzte John Dixon mit mehreren anderen Menschen und Planwagen mit der Fähre über den Rock River und siedelte auf der gegenüber liegenden Seite. Dies war die Geburtsstunde der Stadt Dixon. Dixons Fähre war ein wichtiger Punkt, da der Rock River auf 80 km stromauf und stromab nur an dieser Stelle überquert werden konnte. 1846 kam John Deere, Gründer der gleichnamigen späteren Traktorenfabrik, in das County und gründete eine kleine Fabrik, die Stahl-Pflüge und anderes Gerät für die Landwirtschaft herstellte. 10 Jahre später produzierte er 1000 Pflüge pro Jahr.
Ronald Reagan, der im benachbarten Whiteside County geboren wurde, besuchte in der Kreisstadt Dixon die High School.

## Demografische Daten
Nach der Volkszählung im Jahr 2010 lebten im Lee County 36.031 Menschen in 13.731 Haushalten. Die Bevölkerungsdichte betrug 19,2 Einwohner pro Quadratkilometer. In den 13.731 Haushalten lebten statistisch je 2,52 Personen.
Ethnisch betrachtet setzte sich die Bevölkerung zusammen aus 90,9 Prozent Weißen, 4,8 Prozent Afroamerikanern, 0,2 Prozent amerikanischen Ureinwohnern, 0,7 Prozent Asiaten sowie aus anderen ethnischen Gruppen; 1,5 Prozent stammten von zwei oder mehr Ethnien ab. Unabhängig von der ethnischen Zugehörigkeit waren 5,0 Prozent der Bevölkerung spanischer oder lateinamerikanischer Abstammung.
21,5 Prozent der Bevölkerung waren unter 18 Jahre alt, 62,8 Prozent waren zwischen 18 und 64 und 15,7 Prozent waren 65 Jahre oder älter. 47,5 Prozent der Bevölkerung war weiblich.

Das jährliche Durchschnittseinkommen eines Haushalts lag bei 48.502 USD. Das Pro-Kopf-Einkommen betrug 24.440 USD. 9,6 Prozent der Einwohner lebten unterhalb der Armutsgrenze.

## Ortschaften im Lee County
Citys
- Amboy
- Dixon

Villages
| - Ashton - Compton - Franklin Grove - Harmon | - Lee 1 - Nelson - Paw - Steward | - Sublette - West Brooklyn |

Unincorporated Communities
| - Binghampton - East Paw 1 - Eldena - Henkel - Kingdom - Lee Center | - Lost Nation - Maytown - Nachusa - North Dixon - Palmyra - Prairieville | - Radley - Roxbury - Scarboro - Shaws - Swissville - The Burg | - Twelvemile Corner - Van Petten - Walton - Welland 2 - Woodland Shores |

## Gliederung
Das Lee County ist in 22 Townships eingeteilt:
| Township                | Einwohner (2010) | FIPS     |
| ----------------------- | ---------------- | -------- |
| Alto Township           | 56500            | 17-01101 |
| Amboy Township          | 3.10800          | 17-01283 |
| Ashton Township         | 1.18500          | 17-02596 |
| Bradford Township       | 32400            | 17-07679 |
| Brooklyn Township       | 79300            | 17-08654 |
| Dixon Township          | 17.99300         | 17-20175 |
| East Grove Township     | 25600            | 17-21865 |
| Franklin Grove Township | 1.41600          | 17-27695 |

| Township            | Einwohner (2010) | FIPS     |
| ------------------- | ---------------- | -------- |
| Hamilton Township   | 20500            | 17-32447 |
| Harmon Township     | 37800            | 17-32980 |
| Lee Center Township | 59300            | 17-42613 |
| Marion Township     | 23200            | 17-46890 |
| May Township        | 30400            | 17-47644 |
| Nachusa Township    | 49300            | 17-51557 |
| Nelson Township     | 87400            | 17-51960 |
| Palmyra Township    | 2.90600          | 17-57316 |

| Township              | Einwohner (2010) | FIPS     |
| --------------------- | ---------------- | -------- |
| Reynolds Township     | 29700            | 17-63407 |
| South Dixon Township  | 91800            | 17-70694 |
| Sublette Township     | 77600            | 17-73300 |
| Viola Township        | 35100            | 17-78110 |
| Willow Creek Township | 68800            | 17-81971 |
| Wyoming Township      | 1.37600          | 17-83674 |
|                       |                  |          |
|                       |                  |          |